# Vincent Simon (szermierz)
Vincent Simon (ur. 9 kwietnia 1990 w Bar-le-Duc) – francuski florecista, złoty medalista mistrzostw świata.
W 2008 roku zdobył brąz drużynowo na mistrzostwach świata juniorów w Acireale. Wynik ten powtórzył na rozgrywanych dwa lata później mistrzostwach świata juniorów w Baku.
Podczas mistrzostw świata w Kazaniu w 2014 roku Francuzi w składzie: Enzo Lefort, Erwann Le Péchoux, Julien Mertine i Vincent Simon zdobyli brązowy medal w turnieju drużynowym. W rywalizacji indywidualnej zajął tam trzynaste miejsce.
Ponadto zdobył drużynowo złoty medal na mistrzostwach Europy w Strasburgu w 2014 roku. 